# Người Semang
Những người Semang là nhóm các dân tộc Negrito sống trên bán đảo Malay. Họ sống ở Perak, Kedah và Pahang của Malaysia  và các tỉnh Yala, Narathiwat, Phatthalung, Trang và Satun của Thái Lan.
Vào thời chính quyền thực dân Anh, người Asli (Orang Asli) sinh sống ở bắc phần bán đảo Malay được phân loại là "người Sakai". Các bộ lạc Semang vùng thấp (Lowland Semang) cũng được gọi là Sakai, song thuật ngữ này trong tiếng Thái (ซาไก: Sākị) được coi là xúc phạm đối với người Semang và có nghĩa là 'nô lệ' hoặc 'man di'.
Người Semang được ghi nhận là đã sống ở đây từ trước thế kỷ thứ 3. Họ được mô tả về nhân chủng là người du cư săn bắt hái lượm.

## Nhóm dân tộc Semang
Chính phủ Malaysia phân loại các nhóm dân tộc Orang Asli là "Semang".
- Người Batek
- Người Lanoh
- Người Jahai
- Người Mani
- Người Kensiu
- Người Kintaq
- Người Mendriq